# Metaplasia
Metaplasia é uma alteração reversível quando uma célula adulta, seja epitelial ou mesenquimal, é substituída por outra de outro tipo celular.
Pode ser interpretado como uma tentativa do organismo de substituir um tipo celular exposto a um estresse a um tipo celular mais apto a suportá-lo. Por exemplo, uma forma comum de metaplasia, o epitélio pseudoestratificado colunar ciliar, com células caliciformes, do trato respiratório, submetido cronicamente a irritação pela fumaça do cigarro, passa a ser do estratificado pavimentoso. Deficiência de vitamina A, doença do refluxo gastroesofágico, litíases, entre outros fatores, também podem levar à metaplasia.
Embora a metaplasia leve ao surgimento de um epitélio mais apto ao ambiente hostil geralmente isto se dá às custas de perdas. No caso do trato respiratório, o epitélio substituto (metaplásico) é desprovido da capacidade de secreção de muco e da ação ciliar. Portanto, a metaplasia representa geralmente uma mudança indesejada.
Além disso, o mesmo estímulo, hostil, que gerou a metaplasia, se persistir, pode induzir a transformação neoplásica. Dessa forma, temos o carcinoma de células escamosas no trato respiratório e o adenocarcinoma no esôfago de Barrett.
A metaplasia também ocorre em células do tecido conjuntivo com a formação de cartilagem, tecido adiposo ou osso (tecidos mesenquimais) em tecidos que originalmente não possuem esses elementos.

## Exemplos

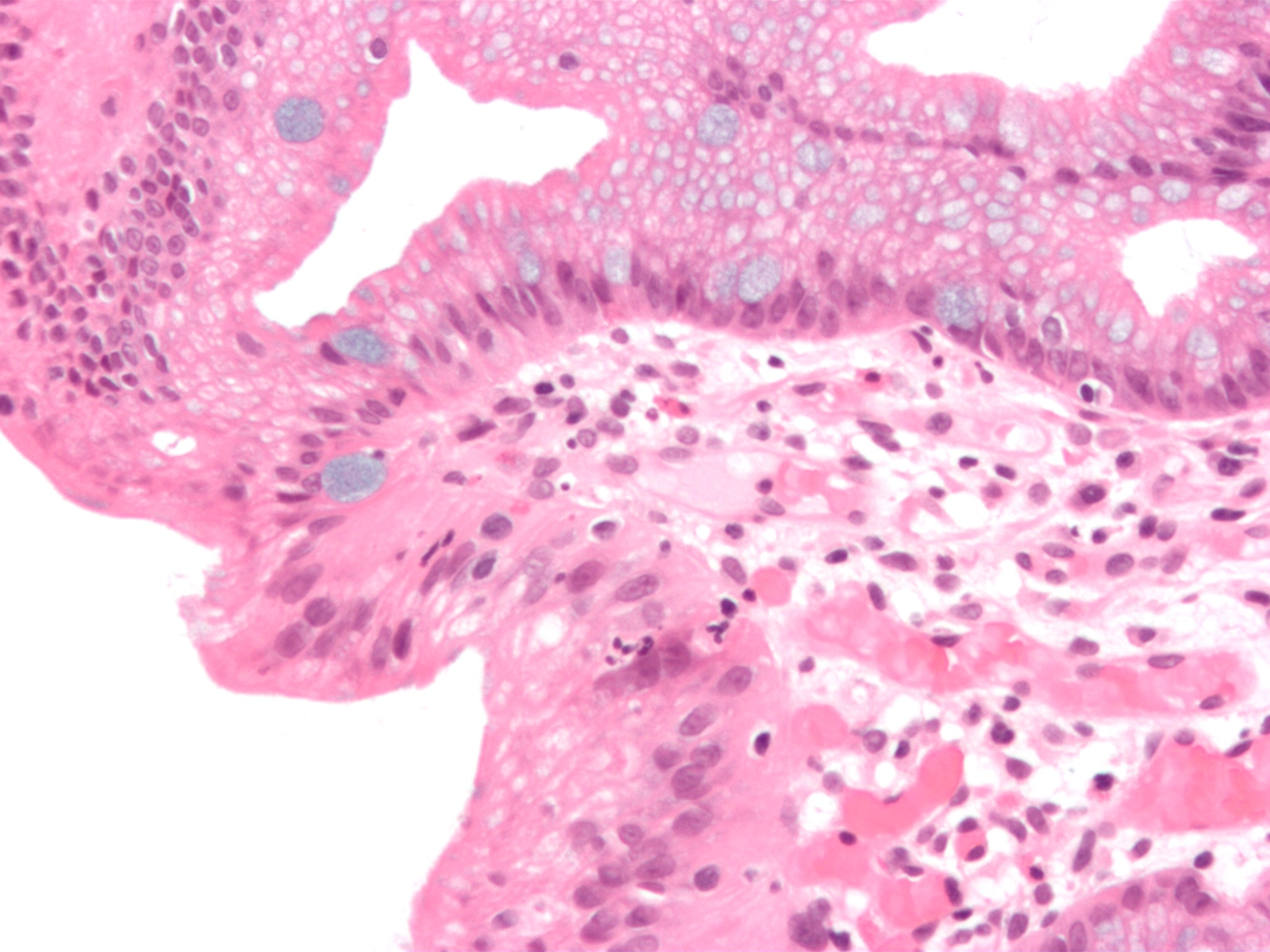
Uma lâmina histológica de um esôfago de Barrett.

Esôfago de Barrett é uma mudança anormal nas células do esôfago inferior, que acredita-se que seja causada pelo dano da exposição crônica ao ácido estomacal.
A tabela seguinte lista alguns tecidos comumente suscetíveis à metaplasia e os estímulos que podem causar a mudança:
| Tecido          | Normal                | Metaplasia        | Estímulo                |
| --------------- | --------------------- | ----------------- | ----------------------- |
| Vias aéreas     | Epitélio colunar      | Epitélio escamoso | Tabagismo               |
| Bexiga urinária | Epitélio de transição | Epitélio escamoso | Litíase urinária        |
| Esôfago         | Epitélio escamoso     | Epitélio colunar  | Refluxo gastroesofágico |